# 沱江镇 (凤凰县)
沱江镇位于中国湖南省西部凤凰县境内，是凤凰县人民政府驻地。原名镇竿镇。明清为五寨司城，即当代所称凤凰古城。清代成为湘西地区的政经中心。民国31年（1942年），镇竿镇改名为沱江镇，因沱江流经此地而得名。沱江镇自清朝开始就一直是凤凰县的行政中心。现全镇总面积116.7平方公里，辖24个行政村、6个社区，9个镇直单位。人口7.8万人。居民主要以苗族、土家族为主。
沱江镇境内G209和S308纵横穿过，距离贵州省铜仁机场27公里，距离怀化市90公里，距离张家界名胜旅游风景区204公里，交通便利。镇内古城区以沱江沿岸的吊脚楼闻名于世，2011年12月被评为国家历史文化名城。

## 行政区划
沱江镇下辖以下村级行政区划单位
沙湾社区、三王阁社区、古城社区、南华社区、新田垅社区、红旗社区、金坪村、棉寨村、高峰村、十里牌村、杜田村、土桥村、大坳村、木林桥村、白岩村、杉木坪村、蔬菜村、虹桥村、大众村、三里湾村、小黄土村、青瓦村、东方红村、大黄土村、齐良桥村、长坪村、王家寨村、关岩屋村、杜叶村和必胜村。